# Idactus ashanticus
Idactus ashanticus là một loài bọ cánh cứng trong họ Cerambycidae.